# Elimäki (district)
Le district d'Elimäki  (finnois : Elimäen suuralue) est un district de la municipalité de Kouvola. 
D'une superficie de 366 km2, il couvre entièrement le territoire de l'ancienne municipalité d'Elimäki.

## Quartiers du district
- Elimäen kirkonkylä (51)
- Koria (52)
- Pohjois-Elimäki (53)
- Etelä-Elimäki (54)

## Zones statistiques
- Koria (51)
- Vilppula (52)
- Elimäen kirkonkylä (53)
- Villikkala (54)